# Xét nghiệm ngưng kết hạt Treponema pallidum

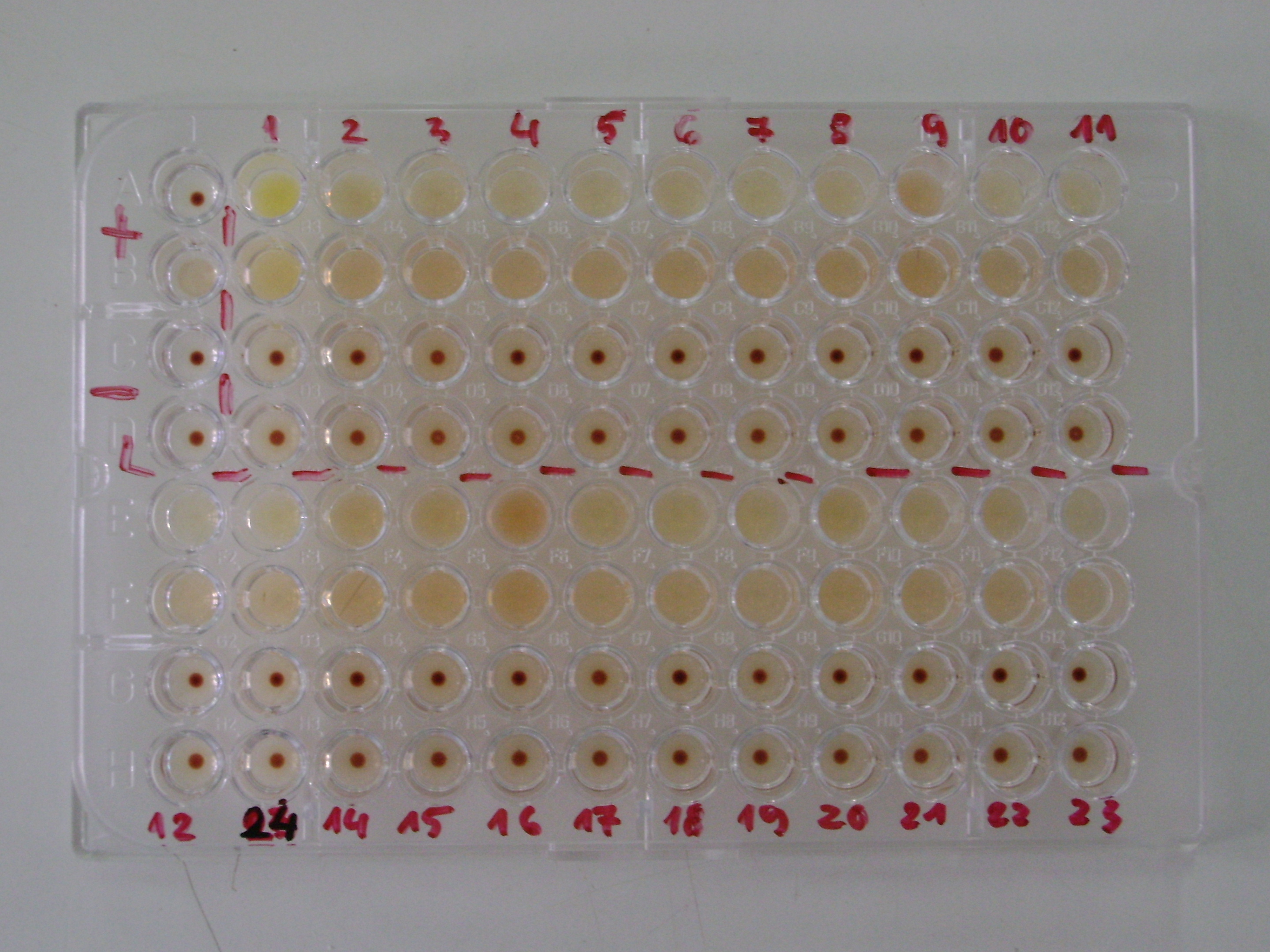
Fig. 1: Microwells cho thấy xét nghiệm TPHA tích cực và tiêu cực

Các xét nghiệm ngưng kết hạt Treponema Pallidum (còn gọi là TPPA Test) là một xét nghiệm ngưng kết gián tiếp sử dụng để phát hiện và phân tích các kháng thể chống lại các tác nhân gây bệnh giang mai, Treponema pallidum phân loài Pallidum.
Trong thử nghiệm, các hạt Gelatin được nhạy cảm với kháng nguyên T. Pallidum. Huyết thanh bệnh nhân được trộn với thuốc thử chứa các hạt Gelatin kích thích. Các hạt tổng hợp sẽ tạo thành cục khi huyết thanh bệnh nhân dương tính với bệnh giang mai. Nói cách khác, huyết thanh của bệnh nhân có chứa kháng thể với T. Pallidum. Nếu xét nghiệm âm tính thì sẽ không thấy có sự đóng cục của các hạt Gelatin này. Đây là một loại xét nghiệm Treponemal cụ thể đối với bệnh giang mai.
Một xét nghiệm Treponemal cụ thể tương tự đối với bệnh giang mai là xét nghiệm Treponema Pallidum Hemagglutination assay hoặc TPHA. TPHA là một xét nghiệm ngưng kết hồng cầu gián tiếp được sử dụng để phát hiện và chuẩn độ các kháng thể chống lại tác nhân gây bệnh giang mai, Treponema pallidum phân loài pallidum.
Trong xét nghiệm, các tế bào hồng cầu (hồng cầu) được kích thích với các kháng nguyên từ T. Pallidum. Các tế bào sau đó tụ lại trên bề mặt của một đĩa thử nghiệm nếu tiếp xúc với huyết thanh của bệnh nhân bị bệnh giang mai. Nó được dùng để kiểm tra lại bệnh giang mai. Kết quả xét nghiệm âm tính cho thấy một nút thắt hoặc đốm của các tế bào hồng cầu trên bề mặt của đĩa xét nghiệm. Thông thường, một tấm thử nhựa chứa nhiều "giếng" nhỏ được sử dụng làm đĩa thử để nhiều bệnh nhân có thể được kiểm tra cùng một lúc nhưng kết quả có thể tách biệt với nhau. Xin lưu ý hình ảnh của các giếng trên tấm thử nghiệm và kết quả xét nghiệm dương tính và âm tính trông khác nhau.
Đối với bệnh giang mai nguyên phát (ở giai đoạn 1), TPPA có độ nhạy từ 85% đến 100% và độ đặc hiệu từ 98% đến 100%. Trong bệnh giang mai thứ phát và muộn (giai đoạn 2 và giai đoạn cuối), TPPA có độ nhạy từ 98% đến 100%.
Các kháng thể chống lại các sinh vật Treponemal khác, chẳng hạn như T. Pallidum phân loài Endemicum, Pertenue hoặc Carateum có thể gây ra kết quả dương tính giả. Một loạt các phương pháp tồn tại để hấp thụ các kháng thể này từ mẫu thử trước khi ngưng kết hồng cầu.